# フランチェスコ・マンフレディーニ
フランチェスコ・マンフレディーニ（Francesco Onofrio Manfredini , 1684年6月22日 - 1762年10月6日）はイタリア後期バロック音楽の作曲家・ヴァイオリニスト・教会音楽家。
トスカーナ地方ピストイアの出身。ボローニャでジュゼッペ・トレッリにヴァイオリンを師事し、職業演奏家としてデビュー。ボローニャで要職を得る。郷里で聖フィリッポ大聖堂の終身音楽監督に就任。
作品のほとんどは死後に破毀されたと推定されており、わずかに43曲の出版作品と、一握りの手稿譜が現存するにすぎない。オラトリオも作曲したことが知られているものの、こんにち演奏されるのは器楽曲だけである。とりわけコンチェルト・グロッソやシンフォニアは、創造力や着想力の豊かさを物語っている。
一般には作品3に含まれる「クリスマス協奏曲」で知られている。
息子に作曲家・チェンバロ奏者・音楽理論家のヴィンチェンツォ・マンフレディーニ(1737-1799)がいる。

## 主要作品
- 2つのオラトリオ（ボローニャ）
- 4つのオラトリオ （ピストイア、1719年-1728年）
- ヴァイオリン独奏と管弦楽のための協奏曲
- ヴァイオリンと通奏低音のための12の室内協奏曲 作品1（ボローニャ 1704年）
- トリオ・ソナタ（出典：Corona di dodifice fiori armonico、ボローニャ 1706年）
- 2つのヴァイオリン、ヴィオラと任意の通奏低音のための12の教会シンフォニア 作品2	（ボローニャ 1709年）
- 12の協奏曲 作品3 （有名な第12番「クリスマス協奏曲」の出典、ボローニャ 1718年）
- 2つのヴァイオリンと通奏低音のための6曲のソナタ （ロンドン 1764年）
- その他様々な編成のためのコンチェルト
- 調和の法則について Tractus Regole armoniche （実質的にはオペラ論、ヴェネツィア 1775年）